# April 2002
Dit artikel geeft een chronologisch overzicht van alle belangrijke gebeurtenissen per dag in de maand april van het jaar 2002.

## Gebeurtenissen

### 1 april
- Nederland legaliseert de euthanasie en is hiermee het enige land ter wereld met deze wetgeving.

### 2 april
- Israëlische troepen vallen de geboortekerk aan waar zich militante Palestijnen verschanst houden.

### 6 april
- Het conflict tussen Israël en de Palestijnen intensiveert en de Verenigde Staten vraagt Israël haar troepen terug te trekken.

### 7 april
- De Belgische atlete Marleen Renders wint de marathon van Parijs in een nieuw Belgische record van 2:23.05.
- Luc Krotwaar verbeterd in Brunssum het Nederlandse record op de 10 km tot 28.09.
- In Tilburg finisht de Nederlandse atlete Marleen Radder het onderdeel 20.000 m snelwandelen op de baan in 2:04.11 en vestigt hiermee een nieuw Nederlands record. Zij was op dat moment al in het bezit in het Nederlands record 20 km snelwandelen.

### 8 april
- Omdat de uitlatingen van de imam Khalil El Moumni vallen onder vrijheid van godsdienst krijgt de imam, die preekt in Annasr-moskee in Rotterdam-West, geen straf voor zijn negatieve uitlatingen over homo's. Ook later in een hoger beroep, dat op 18 november 2002 diende, trok het ministerie van Justitie aan het kortste eind.

### 9 april
- Koningin Elizabeth van Engeland (The Queen Mum) wordt begraven.

### 10 april
- Door het Nederlands Instituut voor Oorlogsdocumentatie wordt een 3400 pagina tellend rapport gepresenteerd over de val van de Moslimenclave Srebrenica waarbij naar schatting meer dan 7000 moslimmannen omkwamen. Volgens het rapport valt de Nederlandse militairen weinig te verwijten.

### 12 april
- Bij een aardbeving van 5,9 op de schaal van Richter komen 50 mensen om het leven.
- President Hugo Chávez is afgezet onder druk van het Venezolaanse leger.

### 14 april
- Voor de derde maal in zijn carrière schrijft de Belgische wielrenner Johan Museeuw de klassieker Parijs-Roubaix op zijn naam. Op meer dan 40 kilometer voor de meet demarreert hij uit een kopgroep en komt als eerste aan in de wielerpiste van Roubaix.

### 16 april
- Het kabinet biedt bij de koning zijn ontslag aan wegens het NIOD-rapport het bloedbad bij Srebrenica.

### 17 april
- Twee Amerikaanse F-16's schieten per ongeluk op hun Canadese bondgenoten. Hierbij worden vier Canadese soldaten gedood.

### 18 april
- In klein vliegtuigje crasht in de Pirelli-toren, het hoogste flatgebouw van de Italiaanse stad Milaan. De piloot en twee regeringsmedewerkers komen hierbij om het leven.

### 20 april
- De Nederlandse Yao Jie verslaat in de finale haar landgenote Mia Audina en wordt als eerste Nederlandse Europees kampioene badminton.

### 21 april
- De Keniase langeafstandsloper Simon Biwott is met 2:08.39 de snelste in de 22e editie van de marathon van Rotterdam. Bij de vrouwen zegeviert de Japanse Takami Ominami in een tijd van 2:23.43.
- Bij het EK turnen in het Griekse Patras wint de 16-jarige Verona van de Leur vijf medailles, namelijk zilver op de meerkamp en sprong, brons op de balk en vloer en met haar teamgenoten verovert ze zilver bij de landenwedstrijd. Bij het vloeronderdeel was het bijna goud, maar kreeg ze één punt aftrek, omdat haar voet buiten de lijn gekomen zou zijn.

Susan Chepkemei

### 22 april
- In tegenstelling tot verwacht gaat niet premier Lionel Jospin, maar de extreemrechtse Jean-Marie Le Pen door naar de tweede ronde van de Franse presidentsverkiezingen.

### 25 april
- Amerikaans zangeres Lisa Lopes komt op 30-jarige leeftijd bij een auto-ongeluk in Honduras om het leven. Ze was bezig in Honduras om missionariswerk te doen.

### 26 april
- Een 19-jarige Duitse scholier schiet op zijn middelbare school zeventien mensen dood en daarna zichzelf.
- FC Zwolle wordt kampioen van de Gouden Gids Divisie en keert na 13 jaar terug in de Eredivisie.

### 27 april
- De Italiaanse wielrenner Michele Bartoli wint de 37ste editie van de Amstel Gold Race.

### 30 april
- Prinses Cristina van Spanje bevalt van een zoon genaamd Miguel Urdangarin y de Borbón.
- In Albanië worden parlementsverkiezingen gehouden.

## Overleden
← · januari · februari · maart · april · mei · juni · juli · augustus · september · oktober · november · december ·  →